# Kongskilde Industries
Kongskilde Industries A/S er oprindeligt en dansk jordbrugsredskabs og -maskinfabrikant, som siden 2018 har været ejet af Green Park Partners og som har hovedsæde i Lynge-Eskilstrup, Lynge Sogn i Sorø Kommune. I 2016 købte CNH Industrial landbrugsdelen (græs- og jordredskabsaktiviteterne) af DLG. Tilbage er industri- og korndelen.
Koncernens produkter består af udstyr til tørring, rensning og transport af kornsorter samt udstyr til pneumatisk transport og behandling af procesaffald i industrien. CEO er Jeppe Lund .

## Historie
Kongskilde blev etableret den 15. November 1949 i Lynge-Eskilstrup af de to svogre, Hans Tyndeskov og Mogens Petersen, dengang mekaniseringen af landbruget for alvor tog fart i Danmark. Virksomhedens første produkt var kornblæsere. 

### Logo
Kongskildes logo var lige fra virksomhedens start et stort ”K” i en kvadrat eller en cirkel. Det er igennem tiden blevet videreudviklet og sat sammen med en specielt designet logoskrift. I 1960’erne udvikledes desuden ”Kongskilde-smeden”, som blev brugt på bygningsskilte, som symbol på harvetænder og som logo på tryksager fra Kongskilde. Den dag i dag pryder ”Kongskilde-smeden” museet, hvor han her står som et stærkt symbol for virksomhedens fortid.

## Ejerforhold
2007 blev DLG 100 % ejer af Kongskilde Industries A/S. I 2016 frasolgtes landbrugsdelen (græs- og jordredskabsaktiviteterne) til CNH Industrial. DLG beholdt industri- og korndelen. 

### Frasolgt
Landbrugsdelen (græs- og jordredskabsaktiviteterne) af Kongskilde frasolgtes i 2016 af DLG til CNH Industrial, som ejes af investeringsselskabet EXOR N.V., der tilhører Agnelli-familien fra Fiat. Salget blev endeligt afsluttet den 31. januar 2017.